# Kanton Lille-Sud

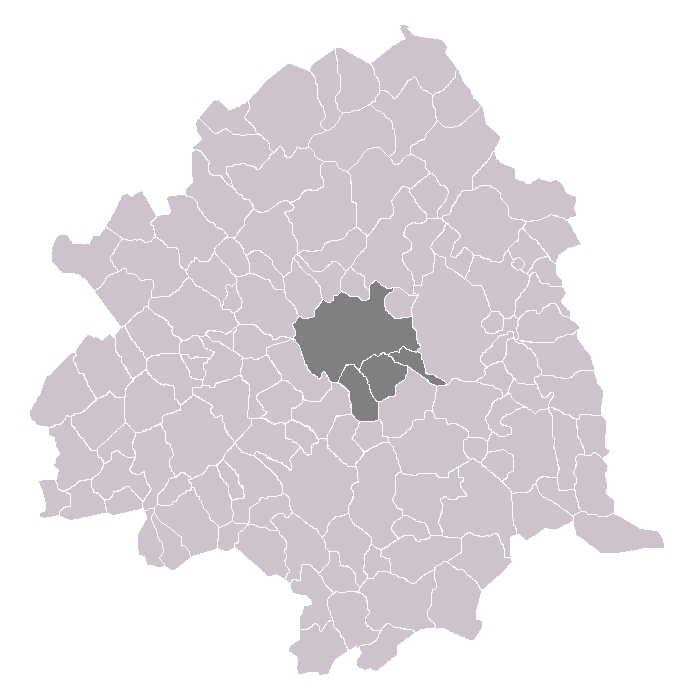
Kanton Lille-Sud im Arrondissement Lille (bis 2015)

Der Kanton Lille-Sud war bis 2015 ein französischer Wahlkreis im Arrondissement Lille, im Département Nord und in der Region Nord-Pas-de-Calais. Vertreterin im Generalrat des Departements war zuletzt von 2004 bis 2015 Marie-Christine Staniec-Wavrant.
Der Kanton Lille-Sud hatte 44.798 Einwohner (Stand: 1. Januar 2012).
Er umfasste einige Bereiche der Stadtteile Lille-Centre-Ville und Wazemmes sowie den gesamten Bereich des Quartier de Moulins und Lille-Sud.